# 14309 Defoy
14309 Defoy este un asteroid care intersectează orbita planetei Marte.

## Descriere
14309 Defoy este un asteroid care intersectează orbita planetei Marte. Asteroidul prezintă o orbită caracterizată de o semiaxă mare de 2,60 ua, o excentricitate de 0,45 și o înclinație de 6,5° în raport cu ecliptica.